# Алтуфьевское шоссе
Алту́фьевское шоссе́ — улица в районе Отрадное, Алтуфьевском районе, районах Бибирево и Лианозово Северо-Восточного административного округа города Москвы. Проходит от Малого кольца Московской железной дороги до границы города в районе пересечения с МКАД.

## Название
Современное название улица получила как ведущая к бывшему подмосковному селу Алтуфьево, включённому в состав Москвы в 1960 году. Изначально такое название носила дорога от посёлка Бескудниково по направлению к Алтуфьеву.
Начальный участок от Малого кольца МЖД до реки Лихоборки носил название Новое Владыкинское (Нововладыкинское) шоссе, в 1956 году он вошёл в состав Владыкинского шоссе, ранее именовавшемуся Вогаусским (шоссе Вогау), поскольку оно было построено на деньги немцев, промышленников Вогау, которые, по данным на 1914 год, входили в число богатейших семей России. Оно, в свою очередь, в 1958 году вошло в состав новосозданной Ботанической улицы. На карте Москвы начала 1960-х годов участок от пересечения с Лихоборкой до пересечения с нынешней улицей Хачатуряна проходит по улице Ракчеева посёлка Нововладыкино. В посёлке Лианозово трасса шоссе проходила по Московской улице. Современная трассировка шоссе возникла в 1965 году, когда все эти улицы были объединены в одну.

## Описание
Шоссе проходит строго на север и начинается как продолжение улицы Комдива Орлова и Ботанической улицы сразу за 1-м Алтуфьевским путепроводом через пути Малого кольца МЖД. В этом же месте расположены съезды на Сигнальный и Нововладыкинский проезды. Севернее улицу в коллекторе пересекает река Лихоборка, затем справа примыкает улица Хачатуряна, а слева — проектируемый проезд № 2236.
После этого шоссе имеет дублёры с обеих сторон почти на всей протяжённости. До 2-го Алтуфьевского путепровода к шоссе посредственно примыкает справа лишь восточная часть проектируемого проезда № 5350, являющаяся фактическим началом улицы Римского-Корсакова. К дублёру по нечётной стороне примыкают проектируемые проезды № 4875, № 2257, № 5350 (западная часть).
Под 2-м Алтуфьевским путепроводом ранее проходила Бескудниковская железнодорожная ветка. Под мостом проходят съезды на Поморскую улицу (по нечётной стороне) и улицу Декабристов (по чётной стороне).
Далее располагается 3-й Алтуфьевский путепровод, под которым проходят Медведковская железнодорожная ветка и развороты дублёров. К ним по чётной стороне к югу от ветки прилегает Высоковольтный проезд, а к северу по нечётной — Путевой проезд.
Затем к улице по чётной стороне прилегают Бибиревская и Костромская улицы, улицы Пришвина и Лескова, а по нечётной — Стандартная и Инженерная улицы, проектируемый проезд № 4648 (к западному дублёру), Илимская и Череповецкая улицы. В конце шоссе пересекается Вологодским проездом, Алтуфьевской речкой в коллекторе и МКАД.
За городом шоссе продолжается в виде узкой дороги, которая, поворачивая на северо-восток через Челобитьевское шоссе, посёлок Вёшки, деревни Вёшки и Ховрино (там шоссе носит название Центральная улица), выходит на 4-й километр Осташковского шоссе.
Шоссе имеет по четыре полосы движения в каждую сторону, одна из которых предназначена для общественного транспорта. Проезжие части разделены бетонным ограждением. На отдельных участках шоссе имеет боковые проезды — от улицы Хачатуряна до улицы Декабристов и от Бибиревской улицы до Костромской улицы — двухсторонние, от Костромской и Илимской улиц до Вологодского проезда — односторонние.

## Здания и сооружения
По нечётной стороне:
- № 1 — бизнес-центр «Бета-Престиж»
- № 31с1 — автотехцентр ОАО «Транскиносервис» (бывш. автобаза Госкино)
- № 31Ж — ООО «Таксомоторный парк № 20» (НТА)
- № 37 — бывшая плодоовощная база Свердловского района
- № 33А — мусоросжигательный завод (спецзавод № 2)
- № 43 — НИКИМТ (Научно-исследовательский и конструкторский институт монтажной технологии)
- № 79А — ФГУП «Московский конструкторско-производственный комплекс „Универсал“» (производство средств десантирования техники и грузов, а также средств наземного обслуживания летательных аппаратов)
- №93 — Детская стоматологическая поликлиника № 16.
- № 147 — усадьба Алтуфьево XVIII—XIX веков и храм Воздвижения Креста Господня в Алтуфьеве, 1760—1763 годов.

По чётной стороне:
- № 2 — гостиница «Восход»
- № 4 — Храм Рождества Пресвятой Богородицы во Владыкине, 1858—1860 годов, арх. А. Ф. Ярошевский, иконостас 1897 года.
- № 22Б — супермаркет «Перекрёсток», отделение Росбанка
- № 28 — здесь располагалось первое московское рок-кафе «Отрадное» («Отрыжка»), место гибели его создателя, бас-гитариста группы «Монгол Шуудан» Алексея Полякова
- № 28к1 — медицинский центр «ПолиКлиника Отрадное»
- № 44 — бизнес-центр «Альтеза»
- № 48 — деловой центр «Алтуфьево-48» (бизнес-центр класса А)
- № 70с1 — ТРЦ «Маркос-Молл»
- № 80 — ТЦ «Арфа»
- № 86к1 — ТЦ «Ареал»

- Гостиница «Восход»
- Микрорайон 1 «Г» Отрадного
- Бизнес-центр «Альтеза»

## Общественный транспорт
На Алтуфьевском шоссе несколько раз предпринимались попытки ввести выделенную полосу для общественного транспорта, была нанесена разметка, дважды развешивались знаки, но введение всё время откладывалось, в том числе и широко анонсированное введение полосы с 1 ноября 2012 года. Несмотря на многочисленные опровержения, в этот день выделенные полосы на Алтуфьевском шоссе были всё-таки введены. После введения выделенной полосы ширина полос была уменьшена, что позволило увеличить их общее количество с 3 до 4 в каждом направлении.
Линия троллейбусного маршрута № 73 по шоссе запущена в 1977 году, демонтирована в конце 2020 — начале 2021; маршрут постепенно переведён на электробусный т73 с 1 сентября 2018 года, став самым первым в Москве.
В районе платформы Дегунино расположен таксомоторный парк № 20 ООО «Питеравто», а на пересечении с Бибиревской улицей — основная площадка Северо-Восточного филиала ГУП «Мосгортранс» (3-й автобусный парк).

### Внеуличный транспорт

#### Станцииметро
- Алтуфьево
- Бибирево
- Отрадное
- Владыкино

#### СтанцииМосковского центрального кольца
- Окружная
- Владыкино

#### Железнодорожные станции и платформы
- Бескудниково
- Дегунино
- Окружная

### Наземный транспорт

#### Автобусы
- 23:  Тимирязевская —  Фонвизинская — Алтуфьевское шоссе —  Отрадное — ЖК «Юрлово»
- 598: Юрловский проезд —  Отрадное — Алтуфьевское шоссе —  Алтуфьево —  Лианозово
- 525:  Владыкино — Алтуфьевское шоссе —  Алтуфьево — Улица Корнейчука
- 282:  Войковская —  Петровско-Разумовская —  Окружная — Алтуфьевское шоссе —  Бибирево — Улица Корнейчука
- 380:  Дегунино — Алтуфьевское шоссе —  Отрадное —  Свиблово
- 571: Микрорайон 4 «Д» Отрадного —  Отрадное  — Алтуфьевское шоссе —  Бескудниково — Алтуфьевское шоссе —  Алтуфьево —  Лианозово — Платформа Грачёвская
- 618: Районный центр «Марс» — Алтуфьевское шоссе —  Бибирево —  Медведково — Осташковская улица
- 564: Абрамцевская улица —  Алтуфьево —  Лианозово —  Марк — Северный, 1-й микрорайон

#### Электробусы
- т73:  ВДНХ —  Улица Академика Королёва —  Телецентр — Алтуфьевское шоссе —  Алтуфьево — 6-й микрорайон Бибирева
- м44к: 6-й микрорайон Бибирева — Алтуфьевское шоссе —  Алтуфьево —  Медведково — Платформа Лось
- 503:  Владыкино — Алтуфьевское шоссе —  Бибирево —  Лианозово —  Алтуфьево — Улица Корнейчука
- 353:  Владыкино — Алтуфьевское шоссе —  Бескудниково —  Бибирево —  Медведково — Осташковская улица
- 637:  Владыкино —  Отрадное — Алтуфьевское шоссе —  Бескудниково —  Бибирево
- 803:  ВДНХ — Алтуфьевское шоссе —  Отрадное — Алтуфьевское шоссе —  Бескудниково
- 586: 6-й микрорайон Бибирева — Алтуфьевское шоссе —  Алтуфьево —  Лианозово —  Марк — Посёлок Северный
- н9:  Китай-город —  ВДНХ —  Улица Академика Королёва —  Телецентр —  Отрадное — Алтуфьевское шоссе —  Бибирево — Алтуфьевское шоссе —  Алтуфьево — 6-й микрорайон Бибирева